# José Ortega Torres
José Ortega Torres fou un poeta nascut a Granada, Andalusia. Cursa els estudis de Filologia Romànica a la Universitat de Granada entre 1966 i 1969, i es llicencia el 1971 amb la memòria "Aproximación a la poesía de Rafael Guillén", dirigida pel SR. Emilio Orozco Díaz. Obté el doctorat en Filologia Hispànica el 1971 amb la tesi "La poesía de Rafael Guillén: lengua, temas y estilo".
El 1975 funda amb els poetes José Lupiáñez (La Línea de la Concepción) et José Gutiérrez (Granada) la col·lecció Silene. Actualment (2007) exerceix com a professor de Literatura Espanyola a la Universitat de Granada.
Publica la seva obra poètica amb l'anagrama de Narzeo Antino.

## Obres i premis
- Cauce vivo[2] (1971), amb el pseudònim de Aldo Fresno
- Ceremonia salvaje[3] (1973)
- Carmen de Aynadamar[4] (1974)
- Ritos y cenizas[5] (1975)
- "Poema de la Alhambra, de A.E." (publicat en el diari granadí Ideal el 23 de febrer de 1975)
- El exilio y el reino[6] (1979)
- Hierofanía[7] (1981), Premio Federico García Lorca en 1979 (patrocinat per la Universitat de Granada).
- La diadema y el cetro: himno[8] (1983)
- Diamante: (espacio íntimo)[9] (1987)
- Olvido es el mar,[10] (1989)
- Domus aurea[11] (1996), Premio Provincia de Lleó 1994.
- Laurel & glosa,[12] 1997
- Centinela del aire[13] (1999), Premio Ciudad de Salamanca.
- Amante desafío[14] 2001
- Fulgor de la materia (2003)[15][16]
- Un título para Eros. Erotismo, sensualidad y sexualidad en la literatura, Capítulo 7 - "Falomanía y travesura en El jardín de Venus de Samaniego",[17][18] 2005